# Karel Němec
Karel Němec (16. října 1839 Litomyšl – 3. května 1901 Troja) byl český zahradnický odborník, pedagog, ovocnář a ředitel Pomologického ústavu v Troji u Prahy. Byl synem spisovatelky Boženy Němcové.

## Život

### Mládí
Narodil se jako druhé dítě ze čtyř do rodiny spisovatelky Boženy Němcové a komisaře finanční stráže Josefa Němce. Jeho sourozenci byli Hynek, Theodora a Jaroslav.. V dětském věku se s rodiči často stěhoval a cestoval. Místa pobytu rodiny byla např. Polná (1839), Domažlice (1845), Všeruby (1847), Nymburk (1848), Liberec (1849), Praha (1850). V Praze začal studovat reálné gymnázium, ale studium pro nemoc přerušil a po skončení nižší reálky se věnoval své zálibě – zahradnictví. Vyučil se u pražského zahradníka Josefa Fialy ve Společenské zahradě Na Slupi (dnes Botanická zahrada Univerzity Karlovy). V letech 1856–1858 pobýval ve slezské Zaháni, v proslulém zaháňském parku měl možnost poznat a osvojit si mnohé ze zahradnického řemesla a umění. Absolvoval odbornou praxi v Rakousku. V zahradnictví v Rájci nad Svitavou se zdokonaloval ve šlechtění květin, zejména jiřin.

### Odborná praxe
Po svém působení ve Společenské zahradě Na Slupi byl Karel Němec městským zahradníkem v Karlíně. Pracoval také v Německu v císařském parku Sanssouci v Postupimi a potom v rozsáhlém anglickém parku Klamovka na Smíchově. Krátce byl zahradníkem v Zapči u hraběnky Kinské v Chlumci nad Cidlinou. Tehdy již byl ženatý, s manželkou Marií měli čtyřletou dceru Boženku (narozena 1866).

### Pedagog v Táboře
V roce 1870 byl Karel Němec jako známý odborník povolán do Královské české zemské hospodářské akademie v Táboře. 11. července 1870 tam nastoupil jako zahradník a učitel zahradnictví. Postupně ještě vyučoval ovocnictví, botaniku a krasopis. Významně se podílel na vzniku, provozu a rozšíření táborské botanické zahrady, založil i vinici a ovocnou školku. Ve svém oboru byl uznávaným odborníkem a mezi žáky jako učitel velice oblíbený. Mimo školní práci se také podílel na údržbě a rozšíření městských sadů a založil v Táboře mnoho soukromých zahrad.
Dne 15. srpna 1888 se sourozenci Karel Němec a Theodora Němcová zúčastnili slavnostního odhalení pomníku své matky Boženy Němcové v České Skalici.

### Ředitel v Praze

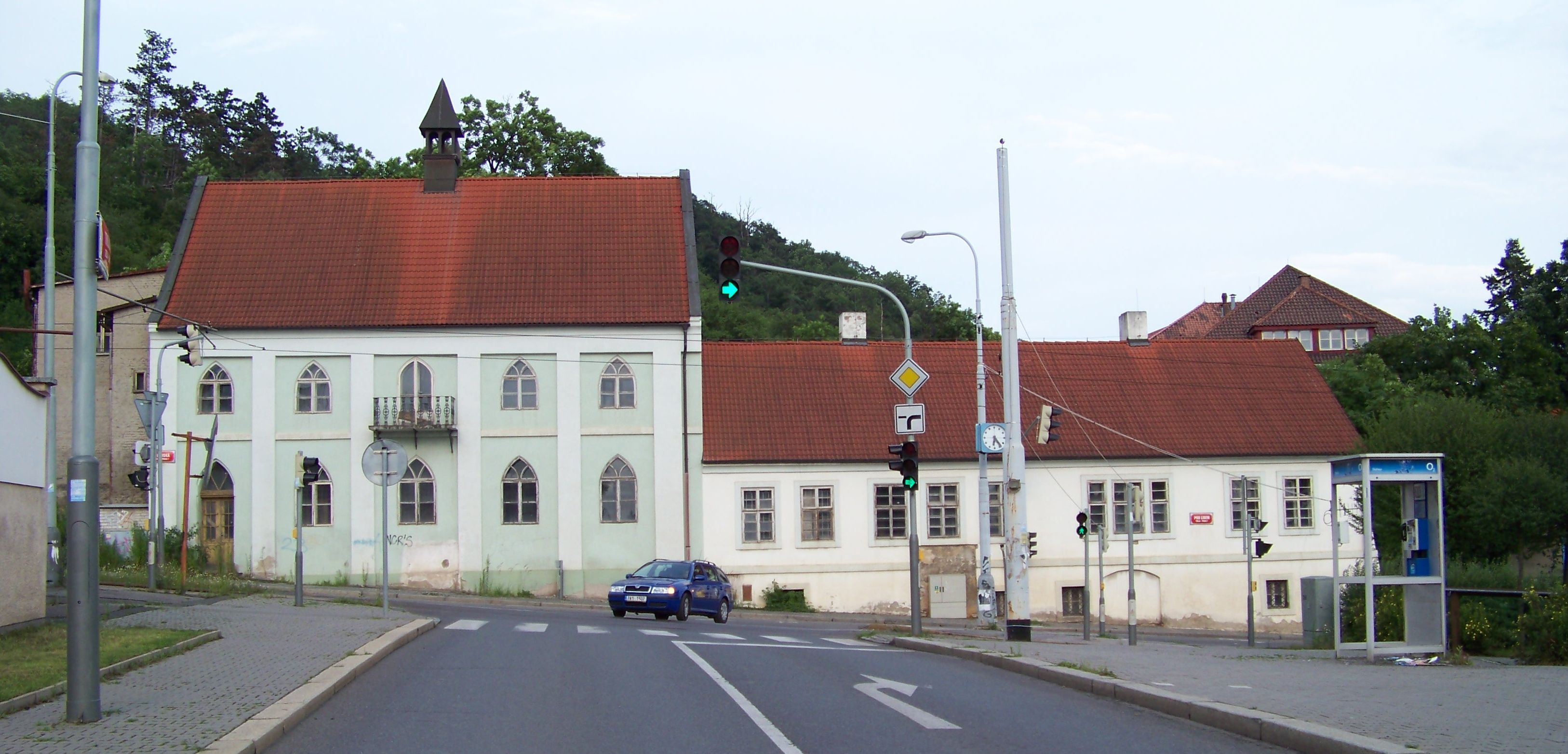
Usedlost Popelářka v ulici Pod lisem v Praze-Troji, někdejší sídlo Zemského pomologického ústavu

V roce 1896 byl Němec jako erudovaný ovocnář jmenován ředitelem Zemského pomologického ústavu v Troji u Prahy. Ústav vznikl v objektu Popelářka v Trojské ulici v roce 1870 – jako nejstarší instituce tohoto druhu v Rakousku-Uhersku. Zrušen byl ve 30. letech 20. století. Hlavní náplní ústavu byla výchova ovocnářů; známé byly trojské sbírky odrůd ovocných plodin. Za vedení Karla Němce byl ústav prosperující, uznávanou institucí, která vychovala řadu odborně vzdělaných zahradníků a ovocnářů. Sám ředitel Němec se vypracoval ve svém oboru v autoritu, uznávanou v celých Českých zemích a jeho odborná činnost (včetně předešlého působení v Táboře) byla odměněna četnými medailemi a uznáními. Vedl ústav až do své smrti na jaře 1901.
Karel Němec je pochován v Praze na Vyšehradském hřbitově, vedle své matky, Boženy Němcové.[zdroj?]

### Rodinný život
Karel Němec byl dvakrát ženatý. V květnu 1866 se oženil v Praze s Marií Šťastnou (22. února 1841 – 24. června 1881) a z tohoto manželství měl tři děti:
- Božena (28. února 1866 Praha[6] – 4. května 1922)
- Karel ( 13. května 1874 – 3. srpna 1911)
- Miloslav (30. května 1878 – 30. června 1953)

V Táboře se Karel Němec podruhé oženil s Annou Marií Dostálovou (10. května 1855 – 21. září 1927), se kterou měl čtyři děti:
- Miroslav (15. ledna 1881 – 1. května 1933)
- Marie (10. května 1885 – 21. května 1930)
- Vladimír (22. prosince 1890 – 17. prosince 1948)[pozn 3]
- Jaroslav (15. listopadu 1896 – 3. února 1965)

## Rodina
- Otec Josef Němec – rodák z Nového Bydžova – respicient finanční stráže, byl český vlastenec, svoji ženu Boženu Němcovou (po svatbě v roce 1837) uvedl do společnosti a probudil v ní národní uvědomění. Za své vlastenectví byl sledován a trestán, mnohokrát přeložen do různých koutů země, zejm. po roce 1848; (např. od 1850 sloužil v Uhrách, od 1852 byl vrchním komisařem v Balašských Ďarmotech, od 1853 žil jen z půlky platu). V roce 1856 přes zákaz úřadů spoluorganizoval pohřeb Karla Havlíčka Borovského, při kterém vložila Božena Němcová do Havlíčkových rukou květ mučenky a na jeho rakev trnový věnec. Josef Němec byl potom odsouzen „za nekázeň“ na 8 dní do vězení a pak těžko sháněl další práci, až získal špatné místo v Korutanech. Poslední své roky žil u syna Karla v Táboře a zde zemřel 17. září 1879 ve věku 74 let. Pohřben byl na starém hřbitově pod Kotnovem, v roce 1933 mu zde byl postaven pomník (dílo sochaře Jana Vítězslava Duška), po zrušení hřbitovů a po parkové úpravě z roku 1973 zde byla instalována pamětní deska.
- Matka Božena Němcová – viz Božena Němcová
- bratr Hynek (narozen v Josefově roku 1838 – zemřel v 15 letech na tuberkulózu roku 1853), patřil k nejlepším žákům první české reálky v Panské ulici v Praze
- sestra Theodora (též Dora, později psána Bohdana) (narozena v Polné roku 1841 – zemřela roku 1920), vystudovala francouzštinu a stala se učitelkou francouzského jazyka a ručních prací v Jičíně
- bratr Jaroslav (narozen v Praze roku 1842 – zemřel roku 1898 v Praze), studoval malířskou akademii v Mnichově, pro nedostatek peněz se musel vrátit. Později působil jako učitel kreslení v Oděse na reálce, později byl ředitel reálky v Rovně a od roku 1890 byl v Volyňské gubernii – Vinnycji, kde se věnoval ovocnářství a sadařství. Jako odborník byl v roce 1895 vyslán ruským ministerstvem zemědělství na stáž do USA a Kanady, po návratu vydal odbornou knihu. Koncem roku 1898 odjel do Prahy se léčit. Je pochován vedle své matky.